# عملية الترقيم في نظم المعلومات الجغرافية

## أولا: مفهوم الترقيم وأهميته
عملية الترقيم هي عملية تحويل الخرائط الورقية (صورة، إحداثيات، إلخ..) إلى خرائط رقمية يمكن من خلالها إنشاء عدة ملفات رقيمة (طبقات) يمكن التعامل معها في برامج نظم المعلومات الجغرافية.
وتعتبر هذه العملية مهمة جدا ً وأساسية واستعمالها ضروري خصوصا ً في دول العالم الثالث حيث هناك نقص في توفر الخرائط الرقمية هذا إن لم تكن متوفرة !!.
ومعظم برامج نظم المعلومات الجغرافية مثل (ArcGis) وغيره تتوفر بها هذه العملية وهناك برامج متخصصة في ذلك من أشهرها
•	برنامج () من شركة (software Golden).
•	برنامج Cartalinx[وصلة مكسورة] من جامعة كلارك (معمل كلارك) صاحبة برنامج نظم المعلومات الجغرافية الشهير والرائع (IDRISI نسخة محفوظة 29 يونيو 2015 على موقع واي باك مشين.).
وفي جميع الحالات لابد من عمل نقاط تحكم (Control Point) فكلما كانت نقاط التحكم دقيقة كلما كانت درجة دقة الترقيم الناتجة ودقة الملفات الرقمية الناتجة قريبة من الخريطة الأصل، ولا نقول قريبة من الطبيعة أو الواقع لأنه قد تكون الخريطة الأصل تحتوي على أخطاء.
كما أنه لا يعني زيادة عدد نقاط التحكم زيادة الدقة وإنما اختيار مواقع نقاط التحكم هو المعيار الأهم في هذا الموضوع، وقد تؤدي زيادة نقاط التحكم إلى زيادة الدقة أو تقليلها حسب الخريطة وكذلك الشخص الذي يقوم بالترقيم.

## ثانيا: أنواع الترقيم ومميزاته
1-	الترقيم الآلي.
2-	الترقيم اليدوي.
ويعد الترقيم اليدوي والذي ينقسم هو الآخر إلى نوعين هما (الترقيم الورقي، الترقيم على الشاشة) هو الأمثل والأفضل وذلك لعدة مميزات وأسباب تتلخص في الآتي:
1. الدقة في نقل البيانات المكانية حيث أن المرقم إنسان يستطيع التمييز والتدقيق في الخريطة الورقية عند قيامه في عملية الترقيم.
2. باستخدام عملية الترقيم اليدوية نحصل على بيانات مكانية رقمية (في الخريطة الورقية) بجودة عالية وبتكلفة أقل.
3. بما أن المرقم إنسان فهو قادر على تفسير التفاصيل الغير واضحة وفهمها أكثر وأفضل من قدرة المرقم الآلي على ذلك.
4. نستطيع تدريب عدد كبير من الكوادر البشرية على عملية الترقيم اليدوي في وقت قصير ولا نحتاج لوقت طويل لذلك.

•	لذلك يعتبر الترقيم اليدوي هو الوسيلة الأفضل في إدخال البيانات في نظم المعلومات الجغرافية حتى يومنا هذا.

## ثالثا: العوامل المؤثرة على دقة عملية الترقيم
1. إن أكثر ما يمكن أن يؤثر على دقة الترقيم هو مقياس الخريطة (دقة الخريطة) خصوصا في الترقيم الورقي (خريطة ورقية) حيث أنه من الممكن أن تلك الخريطة قد حدثت لها ظروف غيرت من حجمها الطبيعي مثل (الانكماش والتمدد).
2. كذلك مما يؤثر على دقة الترقيم هو مواصفات الشخص المرقم وكفاءته في القيام بهذه العملية فتتوقف دقة هذه العملية على مدى كفاءة ودقة المرقم نفسه فلو كان أداؤه ضعيفا ً ستضعف معه دقة الترقيم.
3. أيضا تتوقف دقة عملية الترقيم على حالة الشخص المدخل للبيانات، مثال على ذلك (في حالة لو كان الشخص المرقم متوترا ً أو غير مستعد للقيام بإدخال البيانات فهذا سيكون له تأثير واضح على دقة إدخاله للبيانات).

## رابعا: الأخطاء الممكن حدوثها عند القيام بعملية الترقيم
كما ذكرنا في مفهوم الترقيم أن الترقيم الصحيح ليس بالضرورة أن يكون بالقيام بزيادة نقاط التحكم أو التقليل منها وإنما حسب الخريطة وحسب الشخص المرقم.
لذلك فإن الترقيم الزائد أو الترقيم الناقص كلاهما قد يؤدي إلى الوقوع في الأخطاء في عملية الترقيم والحل يكون استخدام عملية الربط (Snapping) لتجنب حدوث تلك الأخطاء وكذلك يمكن جعل الخطوط انسيابية (Line Smoothing)